# Seznam rektorů Univerzity Hradec Králové

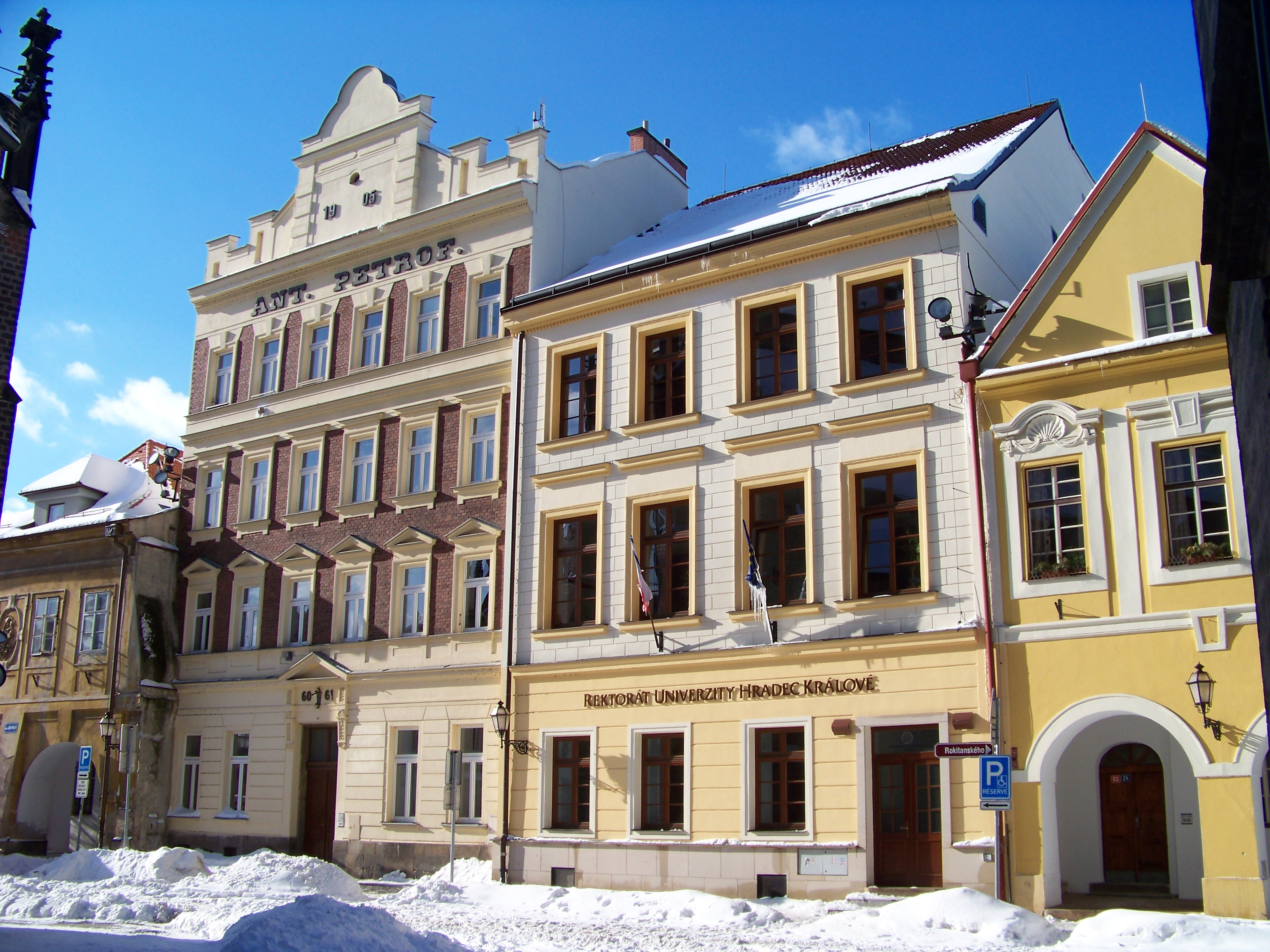
Sídlo rektorátu v ulici Rokitanského

Toto je chronologický seznam rektorů Univerzity Hradec Králové a jejích předchůdců, ředitelů Pedagogického institutu v Hradci Králové, děkanů a děkanek v Pedagogické fakulty v Hradci Králové a rektorů Vysoké školy pedagogické v Hradci Králové.

## Předchůdci Univerzity Hradec Králové
| Pořadí                                    | Jméno                                   | Funkční období                        |
| Pedagogický institut v Hradci Králové     | Pedagogický institut v Hradci Králové   | Pedagogický institut v Hradci Králové |
| ----------------------------------------- | --------------------------------------- | ------------------------------------- |
| 1.                                        | doc. dr. Karel Angelis, CSc.            | 1959–1964                             |
| Pedagogická fakulta v Hradci Králové      |                                         |                                       |
| 1.                                        | doc. dr. Karel Angelis, CSc.            | 1964–1968                             |
| 2.                                        | doc. dr. Josef Kittler                  | 1968–1969                             |
| 3.                                        | doc. dr. Karel Angelis, CSc.            | 1969–1971                             |
| 4.                                        | doc. Jaroslav Máslo                     | 1971–1972                             |
| 5.                                        | prof. Ing. RTDr. František Krejčí, CSc. | 1972–1976                             |
| 6.                                        | prof. Josef Švarc                       | 1976–1985                             |
| 7.                                        | prof. PhDr. Olga Ducháčková, CSc.       | 1986–1989                             |
| 8.                                        | prof. RNDr. Jindřich Hellberg, CSc.     | 1990–1991                             |
| 9.                                        | prof. PhDr. Oldřich Richterek, CSc.     | 1991–1992                             |
| Vysoká škola pedagogická v Hradci Králové |                                         |                                       |
| 1.                                        | prof. PhDr. Oldřich Richterek, CSc.     | 1992–1996                             |
| 2.                                        | prof. Ing. Pavel Cyrus, CSc.            | 1996–2000                             |

## Univerzita Hradec Králové
| Pořadí | Fotografie | Jméno                                | Funkční období                     |
| ------ | ---------- | ------------------------------------ | ---------------------------------- |
| 1.     |            | prof. Ing. Pavel Cyrus, CSc.         | 2000–2002                          |
| 2.     |            | doc. RNDr. Jaroslava Mikulecká, CSc. | 2002–2008                          |
| 3.     |            | prof. RNDr. Josef Hynek, MBA, Ph.D.  | 1. července 2008 – 30. června 2016 |
| 4.     |            | prof. Ing. Kamil Kuča, Ph.D.         | 1. července 2016 – 30. června 2024 |
| 5.     |            | doc. RNDr. Jan Kříž, Ph.D.           | od 1. července 2024                |